# Lijst van voetbalinterlands Canada - Guatemala (vrouwen)
Deze lijst van voetbalinterlands is een overzicht van alle officiële voetbalinterlands tussen de nationale vrouwenteams van Canada en Guatemala. De landen hebben tot nu toe drie keer tegen elkaar gespeeld.

## Wedstrijden
| № | Plaats     | Datum            | Competitie                          | Wedstrijd          | Uitslag |
| - | ---------- | ---------------- | ----------------------------------- | ------------------ | ------- |
| 1 | Etobicoke  | 1 september 1998 | Noord-Amerikaans kampioenschap 1998 | Canada − Guatemala | 4 − 0   |
| 2 | Louisville | 28 juni 2000     | Noord-Amerikaans kampioenschap 2000 | Canada − Guatemala | 12 − 0  |
| 3 | Houston    | 16 februari 2016 | Olympische Spelen 2016 kwalificatie | Canada − Guatemala | 10 − 0  |

## Samenvatting
| Competitie                     | Totaal gespeeld | Winst Canada | Gelijk | Winst Guatemala | Doelsaldo Canada – Guatemala |
| ------------------------------ | --------------- | ------------ | ------ | --------------- | ---------------------------- |
| Olympische Spelen kwalificatie | 1               | 1            | 0      | 0               | 10 − 0                       |
| Noord-Amerikaans kampioenschap | 2               | 2            | 0      | 0               | 16 − 0                       |
| Totaal                         | 3               | 3            | 0      | 0               | 26 − 0                       |